# Harsánylejtő
A Harsánylejtő Budapest egyik városrésze, a III. kerületben.

## Fekvése
A Hármashatárhegy északi, Solymári-völgy felöli lejtőjén helyezkedik el, Testvérhegy és Csúcshegy között. Alatta húzódik Solymárvölgy, a szemközti részen pedig Ürömhegy.

## Megközelíthetőség
Tömegközlekedéssel a 260-as busszal lehetséges. Harsánylejtőn belül a 260-as autóbusznak két megállója van: a Borsmenta utca és a Citronella utca (végállomás). Vasúttal az S72 és az S76 vonattal lehetséges az Aranyvölgy vasúti megállóhelynél.
Közúton a Bécsi úton lehet megközelíteni. A Bécsi útból két út ágazik ki: a Kocsis Sándor út és a Virágosnyereg út.

## Története
2012. december 12-én vált le a szomszédos Csúcshegy városrészről. A lakópark építése két ütemben zajlott. Azóta kertes házak és néhány emeletes lakóházak állnak és épülnek rajta. A projekt zöldövezeti környezetben helyezkedik el, amelyet kertvárosi hangulat és kiváló panoráma jellemez. Van egy játszótere, bölcsődéje is. 2012 október 1-jén mindössze 746 fő élt a településrészen.